# Bolbelasmus gallicus
Bolbelasmus gallicus é uma espécie de insetos coleópteros polífagos pertencente à família Geotrupidae.
A autoridade científica da espécie é Mulsant, tendo sido descrita no ano de 1842.
Trata-se de uma espécie presente no território português.